# Modern Love (série télévisée)
Pour les articles homonymes, voir Modern Love.
Modern Love est une série télévisée américaine en seize épisodes d'environ 33 minutes créée d'après la chronique du même titre du New York Times, et diffusée entre le 18 octobre 2019 et le 13 août 2021 sur le service de streaming Prime Video, incluant les pays francophones.

## Saison 1

### Épisode 1
- Cristin Milioti (VF : Caroline Pascal) : Maggie Mitchell
- Laurentiu Possa :	Guzmin
- Brandon Victor Dixon (VF : Eilias Changuel) : Daniel
- Daniel Reece (VF : Jim Redler) : Mark
- Charles Warburton : Ted

### Épisode 2
- Catherine Keener (VF : Deborah Perret) : Julie
- Dev Patel (VF : Juan Llorca) : Joshua
- Caitlin McGee (VF : Marie Diot) : Emma
- Erik Jensen : Darren
- Andy García (VF : Bernard Gabay) : Michael

### Épisode 3
- Anne Hathaway (VF : Caroline Victoria) : Lexi
- Gary Carr (VF : Diouc Koma) : Jeff
- Quincy Tyler Bernstine (VF : Laëtitia Lefebvre) : Sylvia

### Épisode 4
- Tina Fey (VF : Stéphanie Lafforgue) : Sarah
- John Slattery (VF : Éric Legrand) : Dennis
- Sarita Choudhury (VF : Annie Milon) : la thérapeute
- Aidan Fiske (VF : Gabriel Bismuth-Bienaimé) : Jack
- Arden Wolfe : Nancy
- Ted Allen : lui-même

### Épisode 5
- Sofia Boutella (VF : Flora Kaprielian) : Yasmine
- John Gallagher, Jr. (VF : Damien Ferrette) : Rob

### Épisode 6
- Julia Garner (VF : Anaïs Delva) : Maddy
- Shea Whigham : Peter
- Myha'la Herrold (VF : Youna Noiret) : Tami

### Épisode 7
- Olivia Cooke (VF : Julia Boutteville) : Karla
- Andrew Scott : Tobin
- Brandon Kyle Goodman (VF : Yoann Sover) : Andy
- Ed Sheeran (VF : Fabrice Trojani) : Mick

### Épisode 8
- Jane Alexander (VF : Pauline Larrieu) : Margot
- James Saito : Kenji
- Peter Hermann : Philippe
- Petronia Paley (VF : Isabelle Leprince) : Janice
- James Waterston : Chris
- Will Cooper : Kyle

## Saison 2

### Épisode 1
- Minnie Driver (VF : Rafaèle Moutier) : Stephanie Curran
- Don Wycherley : Niall
- Tom Burke : Michael
- Zara Devlin (VF : Cerise Calixte) : Shannon

### Épisode 2
- Zoë Chao (VF : Elisabeth Ventura) : Zoe
- Ryan Spahn (VF : Jean-Baptiste Anoumon) : Billy
- Aparna Nancherla (VF : Sybille Tureau) : Vanessa
- Elena Ricardo (VF : Marie Tirmont) : Jessica
- Marjorie Johnson : Maya
- Biko Eisen-Martin : Kevin
- Lexie Bean : Sky
- Brendan Patrick Connor : Peter

### Épisode 3
- Kit Harington (VF : Benjamin Penamaria) : Michael
- Lucy Boynton (VF : Leslie Lipkins) : Paula
- Jack Reynor (VF : Benjamin Gasquet) : Declan
- Miranda Richardson (VF : Blanche Ravalec) : Jane

### Épisode 4
- Dominique Fishback : Lil
- Simon Delaney : John Flynn
- Darius Jordan Lee
- Isaac Powell : Vince

### Épisode 5
- Lulu Wilson (VF : Lisa Caruso) : Katie
- Linda Powell : Mme Vacher
- Grace Edwards (VF : Alice Orsat) : Alexa
- Pearl Zeldin : Lucy
- Telci Huynh : Moush

### Épisode 6
- Garrett Hedlund (VF : Rémi Bichet) : Spence
- Anna Paquin (VF : Karine Foviau) : Isabelle
- Ben Rappaport : Nick

### Épisode 7
- James Scully (VF : Benjamin Bollen) : Ford
- Marquis Rodriguez (VF : Oscar Douieb) : Ben
- Zane Pais : Robbie
- Nikki M. James (VF : Alice Taurand) : Pam

### Épisode 8
- Sophie Okonedo (VF : Annie Millon) : Elizabeth Cannon
- Tobias Menzies (VF : Valentin Merlet) : Van
- Savannah Skinner-Henry : Betty

 Source et légende : version française (VF) sur RS Doublage

## Production
Huit épisodes de la série ont été commandés le 28 juin 2018.
Le 24 octobre 2019, la série est renouvelée pour une deuxième saison.
La saison 2 est diffusée à partir du 13 août 2021 sur Amazon Prime.

### Casting
Le 26 novembre 2018, il a été annonce qu'Anne Hathaway, Tina Fey, Dev Patel, John Slattery, Brandon Victor Dixon, Catherine Keener, Julia Garner, Andy García, Cristin Milioti, Olivia Cooke, Andrew Scott, Shea Whigham, Gary Carr, Sofia Boutella, et John Gallagher, Jr. avaient été casté pour la série.
Le casting de la saison 2 intègre Kit Harington, Lucy Boynton, Tobias Menzies, Anna Paquin, Minnie Driver, Garrett Hedlund, Tom Burke, Dominique Fishback, Ben Rappaport, James Scully, Miranda Richardson et Lulu Wilson.

## Épisodes

### Première saison (2019)
1. Quand le portier est votre meilleur ami (When the Doorman Is Your Main Man)
2. Quand Cupidon est une journaliste indiscrète (When Cupid Is a Prying Journalist)
3. Prenez-moi comme je suis, qui que je sois (Take Me as I Am, Whoever I Am)
4. Se mobiliser pour sauver le match (Rallying to Keep the Game Alive)
5. À l'hôpital, un interlude de clarté (At the Hospital, an Interlude of Clarity)
6. Il ressemblait à mon père, et ce n'était qu'un rendez-vous, non ? (So He Looked Like Dad. It Was Just Dinner, Right?)
7. Dans son monde, il n'y avait qu'elle (Hers Was a World of One)
8. La course s'adoucit près de la ligne d'arrivée (The Race Grows Sweeter Near Its Final Lap)

### Deuxième saison (2021)
1. Sur une route sinueuse, en décapotable (On a Serpentine Road, With the Top Down)
2. La fille de la nuit trouve un garçon du jour (The Night Girl Finds a Day Boy)
3. Les Inconnus du train (pour Dublin) (Strangers on a (Dublin) Train)
4. Un rêve de vie à deux, suivi par un seul (A Life Plan for Two, Followed by One)
5. Je suis...? Peut-être que ce test me le dira (Am I...? Maybe This Quiz Game Will Tell Me)
6. Dans la salle d'attente des couples désunis (In the Waiting Room of Estranged Spouses)
7. Quel souvenir tu gardes de moi ? (How Do You Remember Me?)
8. Raviver la flamme avec le cœur et les yeux ouverts (Second Embrace, With Hearts and Eyes Open)